# 圓葉茅膏菜
圓葉茅膏菜（学名：Drosera rotundifolia），又及圓葉毛氈苔，是肉食性茅膏菜的一種，一般會在泥沼、沼澤及潮濕地方可以見到。圓葉茅膏菜是最廣泛分佈的茅膏菜之一，主要是環北帶的植物，在整個歐洲北部、西伯利亞大部份地區、北美洲北部、韓國、日本、甚至新畿內亞都可以見到它們。

## 形態

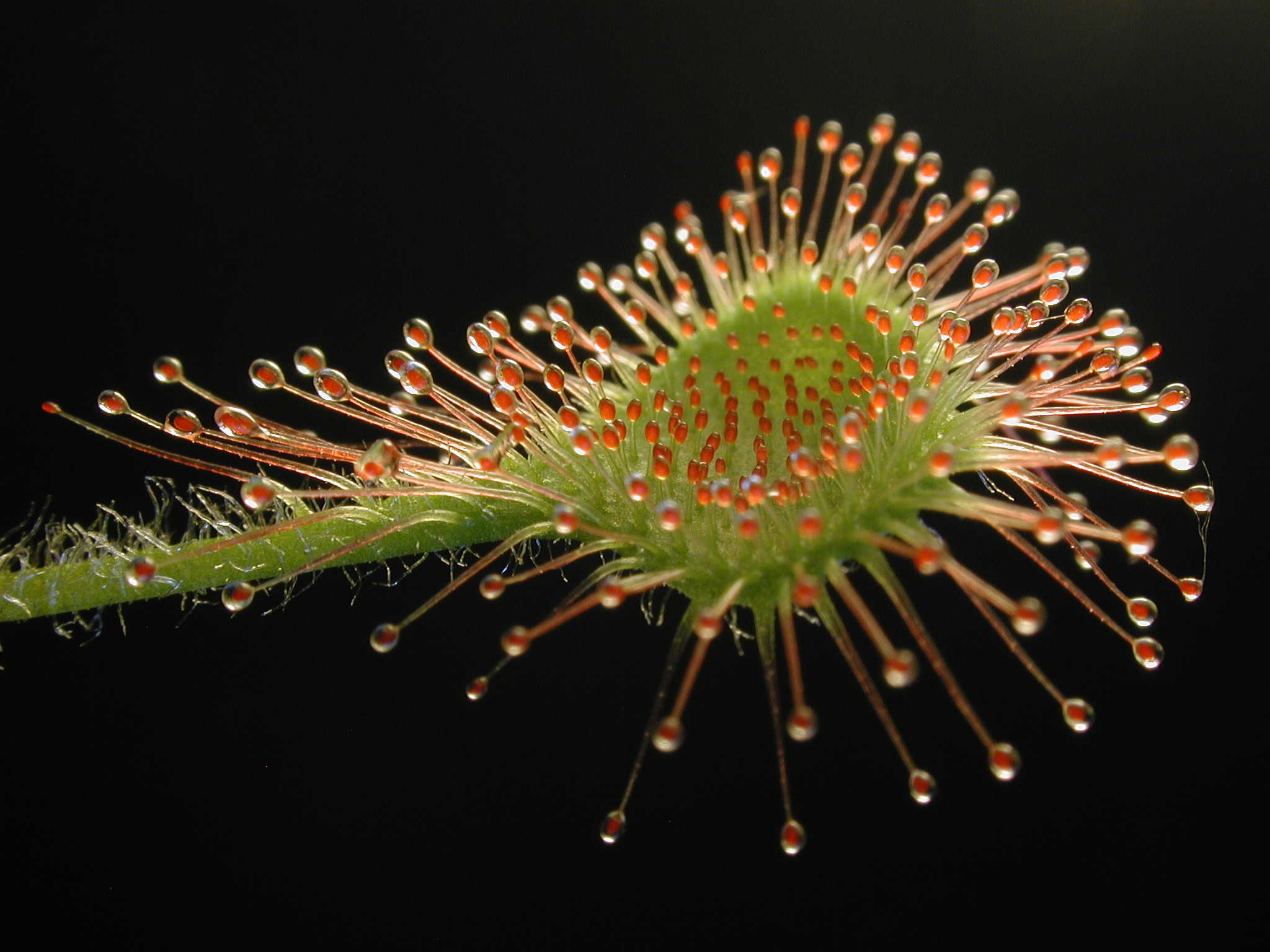
圓葉茅膏菜的葉子。

圓葉茅膏菜的葉子是生長在基生蓮座的。葉子幼長，有毛，葉柄長1.3-5厘米，葉片長4-10毫米。葉片的上表面有密集的紅腺毛，可以分泌出黏液。
圓菜茅膏菜一般直徑約長3-5厘米，花序高5-25厘米。在基生蓮座的中央會長出沒有毛的莖，花朵會在莖上的一面長出。花朵呈白色或粉紅色，有五瓣。種子長1-1.5毫米，呈褐色，細長及成錐形。
在冬天，圓葉茅膏菜會長出冬芽，以在寒冷的環境下生存。冬芽是一顆在地面上緊密捲起的葉子。

## 肉食性

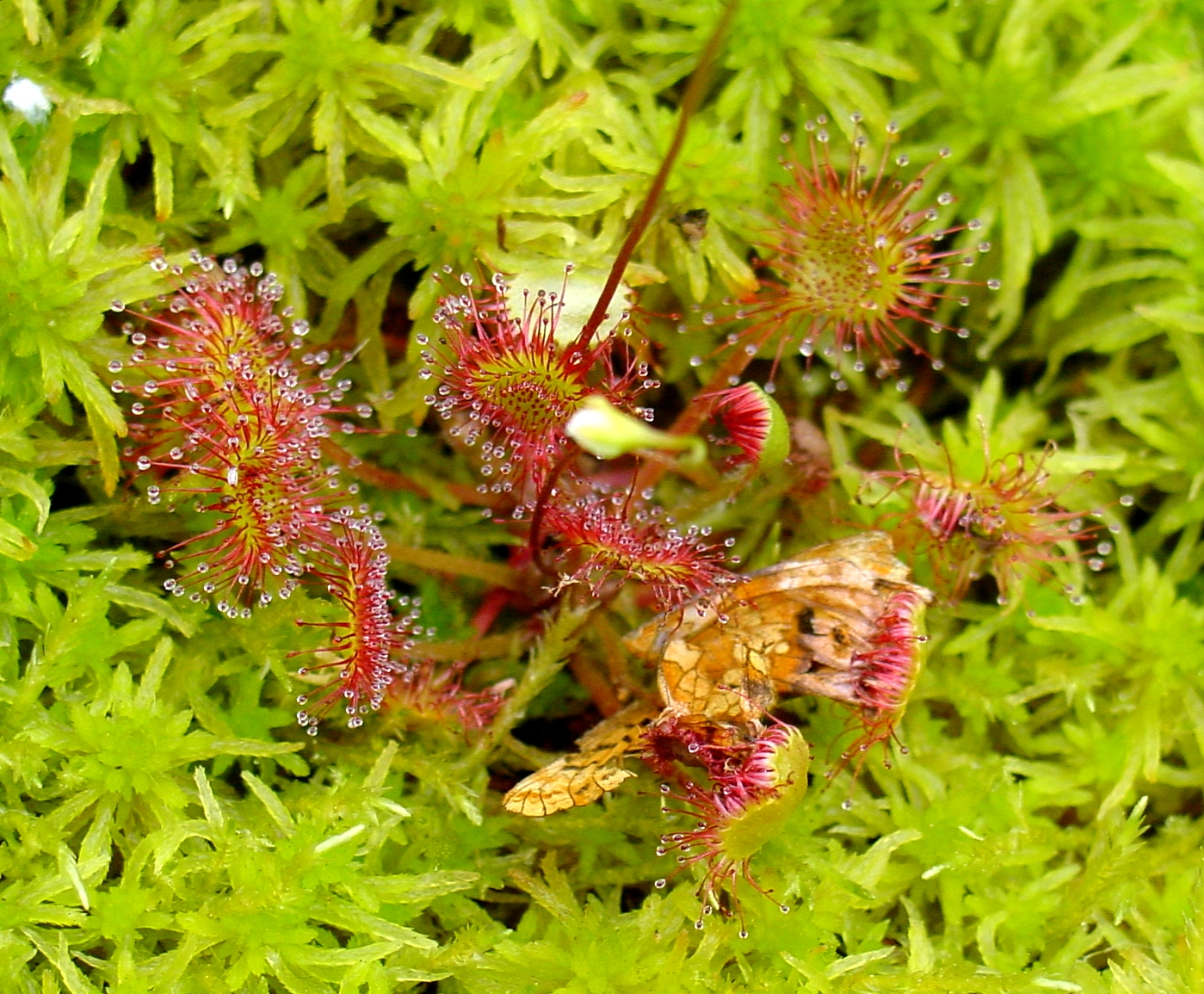
在圓葉茅膏菜上仍可見到蝴蝶的殘骸。

圓菜茅膏菜是吃昆蟲的。它有鮮艷的紅色及白色的黏液，加上其葉子上有甜味的物質，可以吸引昆蟲。由於它們的生長環境缺乏養份或過多酸性，故從而演化出這種肉食性的行為。它們的酶會消化昆蟲，從中吸收硝酸鹽及其他養份。

## 分佈
在北美洲，圓葉茅膏菜生長在除了草原三省及凍土層以外的整個加拿大地區、阿拉斯加南部、太平洋西北地區、及沿阿巴拉契亞山脈南下至喬治亞州及路易斯安那州。
在歐洲大部份地區都可以見到它們，包括不列顛群島、法國大部份地區、比荷盧三國關稅同盟的國家、德國、丹麥、瑞士、捷克、波蘭、白俄羅斯、波羅的海三國、瑞典、芬蘭、葡萄牙北部、西班牙、冰島、挪威及格陵蘭南部。它們有時亦會在奧地利及匈牙利生長，一些更擴展至巴爾幹半島。
在英國，圓葉茅膏菜是最普遍的茅膏菜。可以在埃克斯穆爾、達特木、塞奇莫爾、湖區、北乃恩山脈及蘇格蘭發現它們。它們一般生長在泥沼、沼澤及山邊的地方。
在亞洲，它們分佈在西伯利亞及日本，與及土耳其、高加索、堪察加半島及韓國南部。一些更在新畿內亞出現。

## 生長地

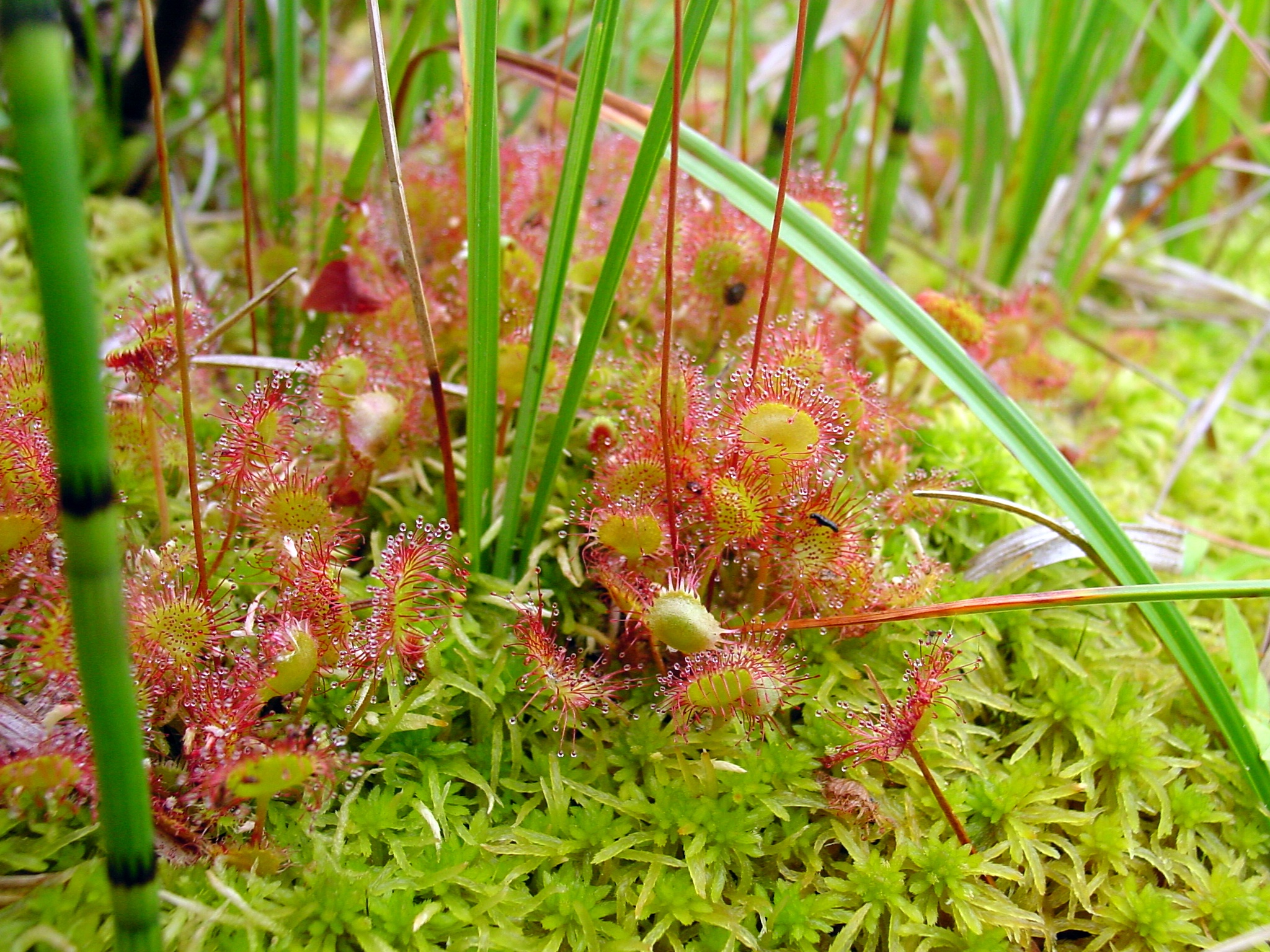
生長在水蘚上的圓葉茅膏菜。

圓葉茅膏菜生長在沼澤等濕地。它們亦黁在黑雲杉、水蘚泥沼及岸邊濕沙上生長。它們較為喜歡開放、陽光充沛的環境。

## 保育
在英國，野生圓葉茅膏菜是受到保護的，並不准許隨意採摘。在北美洲，美國的伊利諾伊州及艾奧瓦州認為它們是瀕危物種，而紐約認為是易危，而田納西州則認為是高危的物種。

## 醫藥療效
有學者認為圓葉茅膏菜的抽提物有高度抗炎性及抗痙攣，比馬達加斯加毛氈苔的更有效。這是因其中的黃酮類，如金絲桃甙、槲黃素及異槲皮素，而非源自萘醌。黃酮類相信是可以影響到平滑肌的M3蕈毒鹼型乙醯膽鹼受器，故有抗痙攣的效用。圓葉茅膏菜抽提物的鞣花酸有抗血管生成的效用。

## 外部連結
- （瑞典文） Den virtuella floran - Rundsileshår （页面存档备份，存于）. Naturhistoriska riksmuseet, 1997.